# Distrito de Soritor
El distrito peruano de Soritor, conocido como  “Tierra del Maní”, es uno de los seis distritos que conforman la Provincia de Moyobamba en el Departamento de San Martín, perteneciente a la Región de San Martín  en el Perú.
Desde el punto de vista jerárquico de la Iglesia católica forma parte de la  Prelatura de Moyobamba, sufragánea de la Metropolitana de Trujillo y  encomendada por la Santa Sede a la Archidiócesis de Toledo en España.

## Geografía
La ciudad de Soritor, situada a 635 m s. n. m., tiene una actividad comercial moderada, y un flujo intermitente de producción con Moyobamba y el resto de ciudades y pueblos; la ciudad aún conserva sus numerosos pozos de agua, y unos cuantos edificios antiguos en restauración; la ciudad tiene un clima agradable, a pesar de la densa neblina que se forma en horas de la madrugada.
La ciudad sufrió devastación durante el terremoto de 1970 y 1990, ahora casi no quedan vestigios del hecho,pues la mayoría de viviendas y muchas calles fueron modificadas durante la reconstrucción.

## Población
El distrito tiene una población de 28,000 habitantes. De los cuales 20,000 viven en la cabecera municipal de Soritor, la segunda localidad, San Marcos, tiene una población de 5,000 habitantes.

## Economía
El distrito basa su economía en el comercio activo con el resto de ciudades de San Martín y con la vecina Amazonas, la agricultura está basada en la producción de arroz, café, bananos, tubérculos, y caña de azúcar. La actividad ganadera es de gran importancia, posee la fábrica regional más grande lácteos,y algunas destilerías, también existen minas de cal y sal.